# Podîn, Mena
Podîn (în ucraineană Подин) este un sat în comuna Mîkolaiivka din raionul Mena, regiunea Cernihiv, Ucraina.

## Demografie
Componența lingvistică a localității Podîn
     Ucraineană (100%)
Conform recensământului din 2001, toată populația localității Podîn era vorbitoare de ucraineană (100%).